# 42 Дракона
42 Дракона, Фафнир (англ. 42 Draconis) — звезда, которая находится в созвездии Дракон на расстоянии около 320 световых лет от нас. У звезды обнаружен кандидат в экзопланеты.

## Характеристики
42 Дракона представляет собой оранжевый гигант — крупную старую звезду возрастом в 9,5 миллиардов лет (для сравнения, Солнцу 4,59 млрд лет), которая по Диаграмме Герцшпрунга — Рассела находится вне главной последовательности и готовится сбросить внешние слои атмосферы. По массе она не уступает Солнцу, однако по размерам превосходит в десятки раз: её радиус равен 22,03 радиусам Солнца.
В 2015 году Международным астрономическим союзом звезде было присвоено собственное имя «Фафнир» («Fafnir»), в честь персонажа скандинавской мифологии. Планете, обращающейся вокруг неё — «Орбитар» в дань уважения космическим программам НАСА.

## Планетная система
В 2009 году группой астрономов было объявлено об открытии массивного объекта в системе — кандидата в экзопланеты 42 Дракона b. Объект обращается на расстоянии 1,19 а. е. от родительской звезды, совершая полный оборот за 479 суток. Его масса определяется приблизительно в 3,88 массы Юпитера.
| Планета | Масса (MJ) | Радиус (RJ) | Период обращения (дней) | Большая полуось орбиты(а. е.) | Эксцентриситет орбиты |
| ------- | ---------- | ----------- | ----------------------- | ----------------------------- | --------------------- |
| b       | >3,88±0,85 | ?           | 479,1±6,2               | 1,19±0,01                     | 0,38±0,06             |